# Julius von Mayer
Julius Robert von Mayer (Heilbronn; 25 de noviembre de 1814- Heilbronn 20 de marzo de 1878) fue un físico y médico alemán.

## Biografía

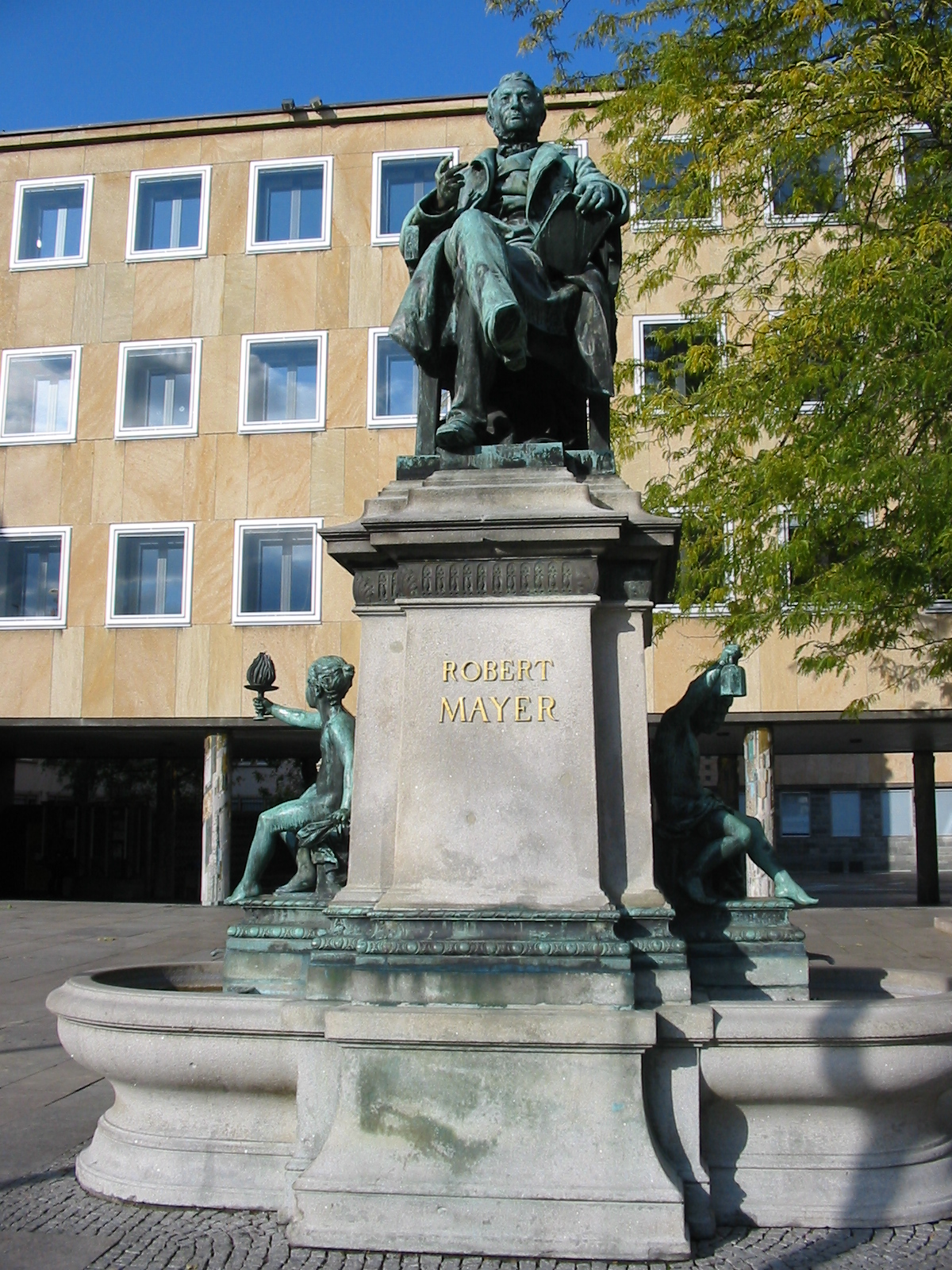
Monumento a Julius von Mayer en su ciudad natal de Heilbronn.

Tras estudiar medicina en Tubinga  se embarcó en un navío como médico hacia las Indias Orientales, realizando en el curso de este viaje un trabajo científico sobre la modificación del metabolismo humano bajo la acción de elevadas temperaturas.
Mayer fue —a la vez que Joule, pero con independencia de él— el primero en comprobar la transformación de trabajo mecánico en calor, y viceversa, obteniendo incluso, en 1842 el valor de la caloría, aunque la cifró en 3,6. En 1845 presenta la "relación de Mayer", proceso por el cual había obtenido sus resultados, consistente en la medida de la diferencia de las capacidades caloríficas molares de los gases. En 1846, presenta otra memoria dedicada a los fenómenos eléctricos y biológicos, El movimiento orgánico.